# Зих, Карел
Ка́рел Зих (чеш. Karel Zich; 10 июня 1949, Прага — 13 июля 2004, Порто-Веккьо, Корсика, Франция) — чешский певец и музыкант. Один из первых исполнителей рок-н-ролла в Чехословакии и Чехии, за что его нередко сравнивают с Элвисом Пресли.

## Биография
Карел Зих родился в Праге в семье музыкантов и учёных — его дед Отакар Зих был известнейшим в Чехии композитором и музыкантом, второй дедушка — Карел Моравец — скрипачом и альтистом, дядя Ярослав Зих — композитором и музыковедом, а отец — Отакар Зих-средний — математиком, физиком, социологом и философом. Был самым младшим ребёнком в семье, имел старших сестру Марию Догальскую (род. 21 сентября 1937, учёный-фонетик) и брата Отакара-младшего (род. 1945, скрипач).
Окончил Карлов университет по специальностям «эссеист» и «социолог», позже защитился как доктор философии. В то же время учился в Пражской консерватории на композиторском отделении. Ещё в юношеские годы Карел Зих увлекался рок-н-роллом, что повлияло на него как на музыканта.
Старт музыкальной карьеры Зиха выпал на 1964 год, когда он вошёл в состав группы «Framus» (позднее она была переименована во «Framus 5»). В составе группы Карел трудится как гитарист и клавишник, а также начинает писать первые песни. После четырёх лет работы с коллективом музыкант переходит в группу «Spirituál kvintet», где впервые начинает исполнять композиции собственного сочинения.
В 1974 году Зих начинает работать сольно. Первой ласточкой его сольного творчества становится альбом «Dům č. 5» (Дом № 5), выпущенный в 1976 году. В этот период музыкант активно сотрудничает с ведущими композиторами Чехословакии — Карелом Свободой, Петром Яндой из группы «Olympic» и др. Наиболее известные песни того периода — Alenka v říši divů (Алиса в стране чудес; вольный перевод песни Living Next Door to Alice группы Smokie), Máš chuť majoránky (У тебя привкус майорана) и др. Также в репертуаре певца присутствовали песни классиков рок-н-ролла — Элвиса Пресли, Литтл Ричарда, Чака Берри и др. — как в оригинале, так и в авторском переводе.
В 1975 году Зих достигает пика своей карьеры, выиграв 4-е место в конкурсе «Zlatý Slavík» (Золотой соловей).
Конец 70-х — 80-е — золотой период творческого расцвета Карела Зиха. В 1979 году музыкант создаёт группу «Flop», которая становится его аккомпанирующим коллективом. С ней он запишет 15 альбомов и 50 синглов, а также успешно будет выступать в Чехословакии, Европе, США, Канаде, Южной Америке и других регионах. Через два года выходит его второй альбом «Mosty» (Мосты), который закрепляет успех Зиха на сцене. Заглавная песня альбома становится хитом, особенно благодаря совместному исполнению с популярным автором-исполнителем Ленкой Филиповой. Немного позже у Зиха последуют дуэты с Иткой Зеленковой, Петрой Яну, Владькой Прахаржовой, Павлом Бобеком, а также — с Виктор Лазло и Вандой Джексон. С последними двумя певец запишет по совместному альбому.
В 1992 году Зих опять вошёл в состав «Spirituál kvintet». Период сотрудничества был недолгим, а его результатом стал альбом «Rajská zahrada» (Райский сад). В дальнейшем музыкант неоднократно выступал со старым репертуаром, как сольно, так и с собственной группой «Flop».
Одним из хобби певца были дайвинг и погружение с аквалангом. Это увлечение сыграло с музыкантом злую шутку — 13 июля 2004 года, отдыхая в Порто-Веккьо, певец погиб во время погружения. Причиной гибели стал инфаркт миокарда.

## Дискография
- Dům č. 5 (1976)
- Mosty (1981)
- The best of Karel Zich (1981)
- Majoránka (1982) (магнитоальбом)
- Paráda (1983)
- Let’s sings some Elvis Presley songs (1983)
- My party (1984)
- Není všechno paráda (1984) (выпускался в двух разных вариантах)
- Kola pop-music se točí dál (1985)
- Sweet, soft and lazy (1986) (при участии Виктор Лазло)
- Tři jsou někdy víc (другое название — &) (1987)
- Let's have a party in Prague (1987) (при участии Ванды Джексон)
- Ani za nic (1989)
- Za to muže Rock'n'Roll (1992)
- Karel Zich 1969–1987 (1994)
- Já ti zpívám (1999)
- The best of Karel Zich (2002) (сборник)
- Máš chuť majoránky (2004) (сборник)
- Nejde zapomenout (2004) (сборник)
- To nejlepší (2004) (сборник)
- Vzpomínání (2004) (сборник)
- Balady (2005) (сборник)
- Paráda (2007) (сборник)
- Všechno nejlepší (2009) (сборник)
- Máš chuť majoránky (2010) (сборник раритетных записей 1973-85 годов )
- Teď přicházím já... (2012) (сборник раритетных записей 1980-89 годов )
- Paráda. Zlatá kolekce (2014) (сборник)